# Anton Bruckner
Pour les articles homonymes, voir Bruckner.
Œuvres principales
- 11 symphonies
- 3 grandes messes
- Te Deum
- Quintette à cordes

Anton Bruckner , né le 4 septembre 1824 à Ansfelden (Empire d'Autriche) et mort le 11 octobre 1896 à Vienne (Autriche-Hongrie), est un compositeur et organiste autrichien. Figure éminente du romantisme allemand, il rencontre Richard Wagner en septembre 1873, ce qui influença la composition de sa 3e symphonie. Sa musique polyphonique et théologique, à l'orchestration par blocs différenciés à partir d'une cellule de base, fut desservie par la critique et un auditoire viennois acquis à la musique de Brahms. Musicien longtemps incompris, mais défendu par Gustav Mahler et Hugo Wolf, le « maître de Saint-Florian » est devenu aujourd'hui un pilier du répertoire symphonique des programmes de concerts. Perfectionniste, Bruckner composa différentes versions et éditions de ses symphonies. Pédagogue exigeant quoique considéré comme dévot naïf, le compositeur sut exploiter la grandeur de la forme symphonique en poursuivant l'œuvre de Ludwig van Beethoven, forme qui servit sa foi, la majestueuse symphonie no 9 inachevée étant dédiée à Dieu.

## Biographie

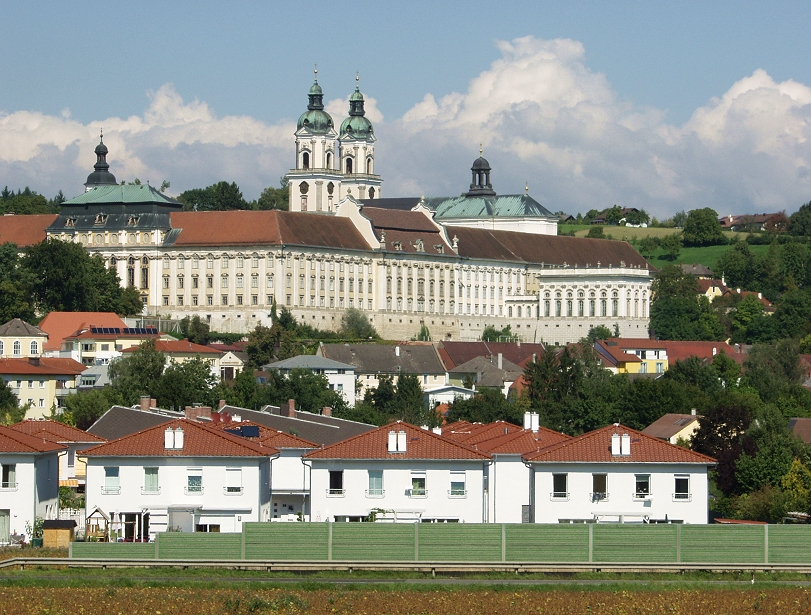
L'abbaye de Saint-Florian.

Josef Anton Bruckner est né le 4 septembre 1824 à Ansfelden, village proche de Linz, en Haute-Autriche. Il était le premier enfant d'Anton, maître d'école (donc, par le fait même, Kapellmeister) et de son épouse Thérèse Helm. Très vite ses parents se rendirent compte des dons musicaux de l'enfant qui, à l'âge de dix ans, était en mesure de remplacer son père à l'orgue paroissial. Ses parents l'envoyèrent compléter sa formation musicale auprès d'un cousin, Johann Baptist Weiß, qui, pendant près de deux ans, l'initia à la théorie musicale, l'harmonie et l'orgue. Bruckner s'essayait déjà à cette époque à l'improvisation sur l'orgue. En 1837 son père mourut et il fut conduit par sa mère à l'abbaye de Saint-Florian. Le jeune garçon passa trois ans dans ce havre de paix, et ces trois années le marquèrent par la vie de piété et d'humilité. Il y reçut principalement une solide formation générale et musicale au sein du chœur de garçons Sankt Florianer Sängerknaben. Il prépara ensuite le concours d'entrée à l'École normale de Linz. Il y fut admis et obtint le diplôme d'instituteur adjoint en 1841. En 1843 il fut nommé à un poste près de l'Abbaye de Saint-Florian, et put ainsi approfondir ses connaissances auprès de Hans Schläger pour les chœurs, et de Leopold von Zenetti pour les claviers. En 1845 il fut nommé instituteur titulaire.

### La période de Saint-Florian

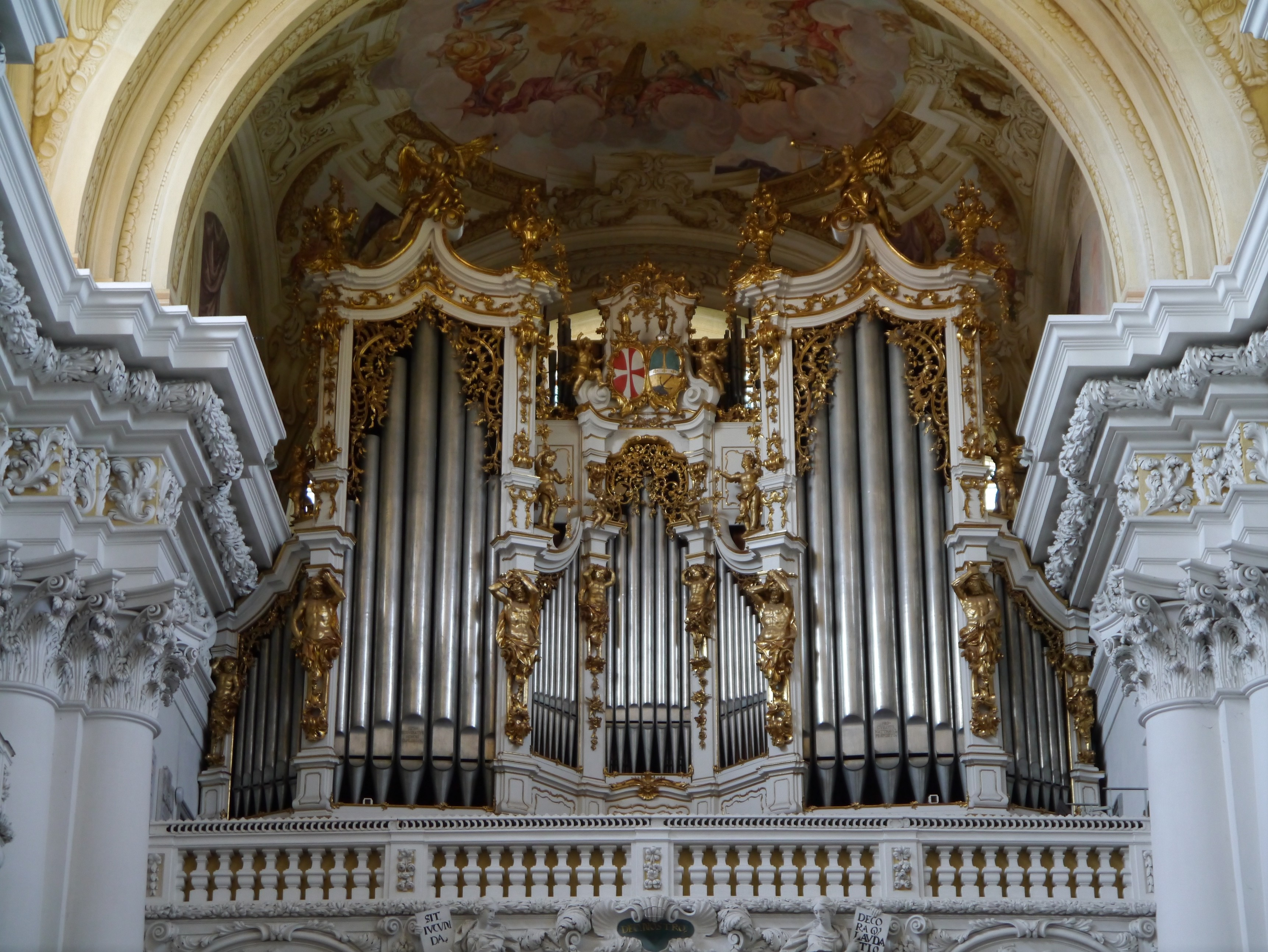
L'orgue de Saint-Florian.

Cette nomination obtenue, il devint assistant à l'école paroissiale de Saint-Florian de 1845 à 1855, où il continua à parfaire ses connaissances musicales auprès de Schläger et de Zenetti.
Durant cette période il composa une trentaine d'œuvres destinées aux célébrations liturgiques, notamment deux requiems, quatre messes, dont la Missa solemnis pour l'installation en 1854 du nouvel abbé Friedrich Mayer, deux psaumes, un Magnificat, quatre cantates pour la fête du nom, un Libera me, une vingtaine d'autres motets, ainsi qu'une vingtaine d’œuvres chorales profanes, et quelques compositions pour le piano et l'orgue. En 1851 il remplaça Anton Kattinger en tant qu'organiste titulaire de Saint-Florian.
En 1855 il obtint le diplôme d'instituteur de l'enseignement primaire. Il se rendit à Vienne et présenta à l'organiste renommé Simon Sechter la Missa solemnis qu'il avait composée l'année précédente. Sechter reconnut les qualités de l'œuvre et accepta de prendre Bruckner comme élève. Bruckner réussit cette même année, grâce à une improvisation, le concours d'admission au poste d'organiste à l'ancienne cathédrale de Linz.

### Les années d'étude

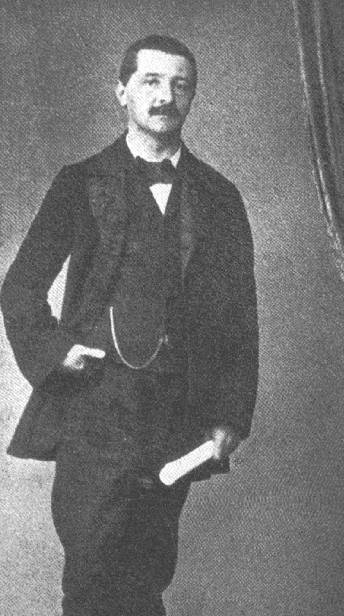
Bruckner en 1854.

Bruckner vécut à Linz de 1855 à 1868, dont la période 1855-1861 comme élève de Sechter, auprès de qui il approfondit sa connaissance du contrepoint. Durant cette période il termina la composition du magistral et trop peu connu Psaume 146, initiée plusieurs années auparavant. Hormis celle d'un premier Ave Maria composé en 1856, il ne reprit la composition qu'à la fin de l'année 1860 avec quelques œuvres vocales, dont un deuxième Ave Maria à sept voix et l'offertoire Afferentur regi. En 1861 il réussit brillamment l'examen du Conservatoire de Vienne et obtint le diplôme de professeur de musique.
De 1861 à 1863 Bruckner poursuivit ses études avec le chef d’orchestre d’opéra Otto Kitzler, qui l'initia à la musique de Richard Wagner. En 1862 il composa la Cantate festive Preiset den Herrn pour la pose de la première pierre du Maria-Empfängnis-Dom de Linz.
En 1862 Kitzler lui demanda de composer, en guise d'exercice, le Quatuor à cordes, les quatre petites pièces pour orchestre et l'Ouverture en sol mineur et en 1863 le Psaume 112 pour double chœur et orchestre. Durant cette période Bruckner composa aussi quelques pièces vocales profanes, dont les esquisses du Germanenzug, qu'il termina l'année suivante. La révélation du désir de composer de Bruckner lui vint en 1863 lorsqu'il assista à une représentation du Tannhäuser de Wagner, qui lui inspira la composition cette même année de sa première symphonie en fa mineur. Kitzler ne la trouva cependant pas très originale.
Il composa ensuite, coup sur coup, les messes en ré mineur (1864) et en mi mineur (1866), la première symphonie en ut mineur (1866), la messe en fa mineur (1868) et la symphonie en ré mineur (1869), qu'il renia ensuite, l'estimant insuffisante. Il nota sur sa page de garde annuliert (annulée) avec le sigle Ø, ce qui la fit ultérieurement appeler Die Nullte, la symphonie numéro zéro.

### La période viennoise
En octobre 1868 Bruckner sollicita un poste de professeur d'orgue, d'harmonie et de contrepoint au Conservatoire de Vienne où il remplaça son ancien professeur Sechter, décédé. Les jeunes Hans Rott et Gustav Mahler, notamment, furent ses élèves. En 1869, Bruckner fut invité en France pour l'inauguration de l'orgue Merklin & Schütze de la basilique Saint-Epvre à Nancy ; il enchanta les constructeurs de l'orgue, qui l'invitèrent à jouer à Notre-Dame. Il eut parmi son public des compositeurs tels que Franck, Saint-Saëns, Gounod, qu'il impressionna avec ses fugues improvisées. « Auparavant, on n'avait jamais rien entendu de semblable », affirme l'organiste Émile Lamberg. Deux ans plus tard il eut l'occasion de se faire entendre à Londres sur l'orgue géant du Royal Albert Hall. En 1872 il termina sa deuxième symphonie en ut mineur, en fait la quatrième qu'il ait composée.

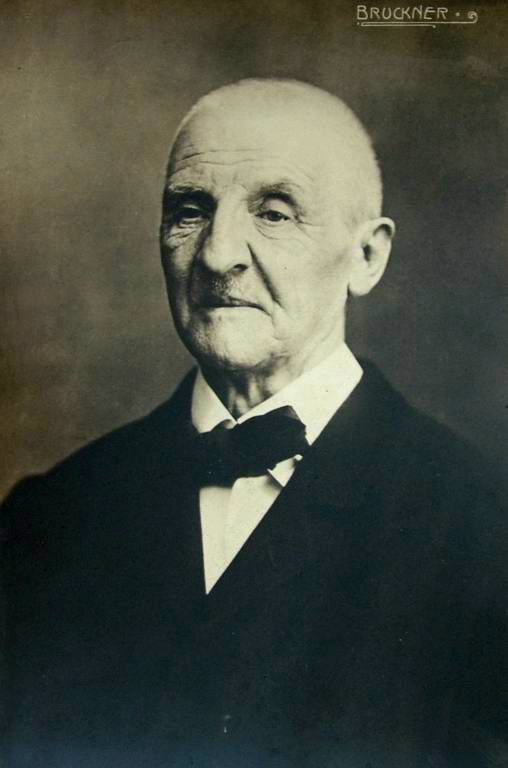
Bruckner vers la fin de sa vie.

Bruckner, alors proche de la cinquantaine, était encore méconnu comme compositeur et, à la suite de la dédicace de sa troisième symphonie à Wagner, il dut faire face à l'opposition farouche d'Eduard Hanslick, célèbre critique musical viennois opposé, avec Brahms, à l'école wagnérienne. En 1879 il composa un quintette à cordes, sa seule œuvre de musique de chambre avec le quatuor à cordes composé en 1862 et le bref Abendklänge pour violon et piano composé en 1866.
Bruckner connut son premier triomphe viennois en 1881 avec la quatrième symphonie « Romantique », sous la direction de Hans Richter. La consécration internationale n'arriva cependant qu'avec la septième symphonie, la seule avec la sixième qu'il n'ait jamais remaniée. Elle a été créée à Leipzig en 1884.
En 1886 Bruckner connut à nouveau le succès avec le Te Deum que même Hanslick admira. En 1890 il fut reçu par l'Empereur en remerciement de sa dédicace de la huitième symphonie, l'une des plus longues de son répertoire. Malheureusement la santé déclinante du compositeur vint ternir ce début de gloire.
En 1892 Bruckner alla une nouvelle fois à Bayreuth se recueillir sur la tombe de Wagner. Il eut encore l'occasion de se rendre à Berlin en 1894 pour des représentations de ses œuvres, et sa neuvième symphonie demeura inachevée.

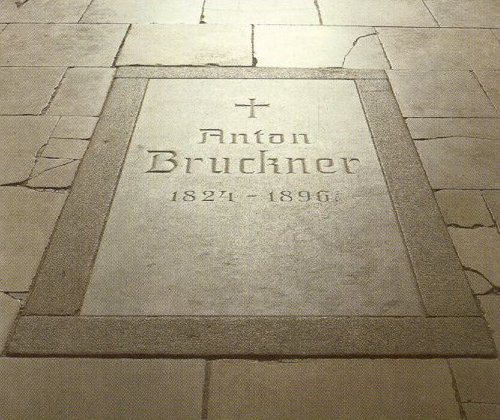
Plaque commémorative à la basilique de Saint-Florian.

Anton Bruckner s'est éteint à Vienne le 11 octobre 1896. Il repose à l'entrée de la basilique de Saint-Florian, sous le grand orgue. C'est au cours des travaux de terrassement entrepris pour construire la crypte que l'on a découvert six cents crânes provenant sans doute d'un champ de bataille de l'époque des Huns. Ainsi, les crânes minutieusement alignés semblent admirer celui que l'on a surnommé le Ménestrel de Dieu.
Certains aspects du langage musical formel de Bruckner sont peut-être à mettre en relation avec la décompensation de sa névrose obsessionnelle survenue en mai 1867 et qui nécessita trois mois de cure. Nous dirions aujourd'hui qu'il s'agissait de TOC, consistant en comptomanie : dénombrer les feuilles des arbres, les pavés de la chaussée, les fenêtres des immeubles et les perles des colliers des dames. Jusque dans son grand âge il grimpait au sommet des clochers pour analyser les positions respectives de la croix, du paratonnerre et de la pomme, élément de décoration des églises autrichiennes.
Les procédés de composition de Bruckner poussent à l'extrême la logique mathématique de l'écriture musicale : ainsi, il introduit dans la symphonie le trithématisme (au lieu des deux thèmes habituels de la forme sonate), le silence comme moyen d'isoler les thèmes musicaux, si bien que l'agencement des thèmes musicaux d'une symphonie de Bruckner peut être facilement rendu par des tableaux. Cet agencement illustre les propriétés de la relation « R », qui permet de classer tous les éléments de la chaîne parlée chez l'obsessionnel (selon Charles Melman) : réflexivité qui tient au caractère cyclique du thème initial qui vient immanquablement conclure le mouvement : A–R–A ; antisymétrie : la succession des thèmes se fait A–R–B puis B–R–C, jamais en sens inverse (quelques exceptions ultérieures comme le renversement et le parcours à rebours des thèmes dans le quatrième mouvement de la septième symphonie) ; enfin transitivité : après la succession des thèmes A–R–B et B–R–C survient l'enchaînement A–R–C. Peuvent témoigner également de cette composante obsessionnelle les difficultés de comptage de ses symphonies, le travail de révision incessant permettant d'inventorier dix-sept versions, enfin la difficulté d'achever la neuvième symphonie en laissant en suspens pendant deux ans le dernier mouvement, impossibilité qu'un critique aussi averti qu'Harry Halbreich attribue à la saturation des possibilités du système mathématique d'écriture musicale élaboré par Bruckner[réf. nécessaire].

## Œuvres
Bruckner laisse quelque 124 œuvres. Parmi celles-ci, une vingtaine se hissent au sommet de toute la production du XIXe siècle.

### Symphonies
Les symphonies de Bruckner sont caractérisées par l'ampleur, la dominance de la sonorité cuivrée, l'utilisation du choral instrumental et de motifs tirés du folklore autrichien. Dans les pays latins on a longtemps considéré l'œuvre de Bruckner comme typiquement autrichienne et par là-même réservée aux oreilles germaniques, y compris anglo-saxonnes. L'originalité de Bruckner lui vaut aujourd'hui l'enthousiasme croissant de nombreux mélomanes et musiciens.
En outre, il ouvre la voie à Gustav Mahler, d'ailleurs son élève à Vienne, par l'audace qu'il déploie en explorant les limites de la tonalité, notamment dans sa neuvième symphonie. À ce titre, Anton Bruckner mérite de figurer parmi les plus grands symphonistes de l'histoire de la musique. La profondeur spirituelle de son œuvre, notamment des divers mouvements lents de ses symphonies, ne laisse aucun mélomane insensible, et la compréhension du langage brucknérien apporte une dimension supplémentaire aux connaissances du spectre musical.

#### Structure des symphonies de Bruckner
La structure des symphonies de Bruckner est en quelque sorte une extension de celles de Beethoven.
- Le premier mouvement, en 4/4 ou 2/2, est en forme sonate avec trois groupes thématiques[10]. Le premier groupe thématique est généralement exposé en piano ou pianissimo sur un trémolo des cordes et est après un long crescendo réexposé en tutti. Le deuxième groupe, mélodique et en forme Lied A-B-A’, est généralement de structure contrapuntique. Le troisième groupe, généralement rythmique et souvent exposé en unisson, est parfois une variante du premier groupe comme dans la première version de la quatrième symphonie.
- Le mouvement lent, généralement un Adagio en 4/4, est en forme Lied à trois parties (A–B–A’–B’–A’’). Le premier groupe thématique, parfois rythmique, est développé et magnifié dans les deuxième et troisième parties. Le second groupe est généralement une large cantilène. Font exception la symphonie d’études et la première symphonie, dont le mouvement lent a une structure de type A–B–A’, la symphonie "nullifiée" en ré mineur et la sixième symphonie dont le mouvement lent est en forme sonate avec trois groupes thématiques[11]. Le mouvement lent est placé en troisième position dans la version initiale de la deuxième symphonie et dans les huitième et neuvième symphonies.
- Le scherzo en 3/4 et en mode mineur (fait exception le « Scherzo de la Chasse » de la deuxième version de la quatrième symphonie, qui est en 2/4 et en mode majeur) est souvent de caractère fougueux. Le Trio, parfois très bref, est plus mélodique et souvent en forme de Ländler. La reprise da capo du Scherzo est suivie dans quelques cas (symphonie "nullifiée", première et deuxième symphonies, version 1877 de la troisième symphonie et version initiale de la quatrième symphonie) par une puissante coda. Le scherzo est placé en deuxième position dans la version initiale de la deuxième symphonie et dans les huitième et neuvième symphonies.
- Le Finale, en 4/4 ou 2/2, est, comme le premier mouvement, en forme sonate avec trois groupes thématiques. Le premier groupe thématique, souvent à caractère d’introduction, est suivi par un deuxième groupe mélodique et souvent contrapuntique, et un troisième groupe généralement rythmique et souvent en unisson, parfois une variante du premier groupe comme dans la deuxième symphonie. Le développement, souvent à caractère dramatique, est suivi par une reprise moins formelle, parfois inversée (C’–B’–A’) comme dans la septième symphonie[12], et une coda dans laquelle, à partir de la deuxième symphonie, le motif initial du premier mouvement est magnifié. Dans la coda de la huitième symphonie, les motifs initiaux des quatre mouvements sont repris et magnifiés.

#### Le Problème Bruckner
Le Problème Bruckner est un terme, initialement utilisé par le musicologue Deryck Cooke, qui fait référence aux difficultés qui résultent des nombreuses versions et éditions de la plupart des symphonies de Bruckner.

#### Versions et éditions des symphonies
Les premières versions des symphonies présentent souvent une complexité instrumentale, contrapuntique et rythmique (rythme brucknérien "2 + 3", usage de quintolets), dont l’originalité n’a pas été comprise par ses contemporains et qui a été considérée comme injouable par les musiciens de l’époque. Dans le but de les rendre « interprétables », les symphonies, à l'exception des 6e et 7e, ont été remaniées plusieurs fois au cours de la vie du compositeur : Bruckner, peu sûr de son talent, était facilement influençable.
Les partitions se présentent donc dans des versions et des éditions différentes, notamment les symphonies 3, 4 et 8, qui ont été profondément remaniées. Les versions révisées des symphonies ont été souvent simplifiées, et souffrent de plus ou moins larges coupures. Ces changements ont été souvent accomplis par des amis ou des élèves de Bruckner, et il n’est pas toujours possible de savoir s'ils ont été approuvés par Bruckner. Ces versions révisées, éditées par Theodor Rättig, Albert Gutmann, Haslinger-Schlesinger-Lienau et Ludwig Doblinger durant la vie du compositeur, ou peu après son décès, sont celles qui ont été jouées jusqu'au début des années 1930.
| Titre                                                          | Surnom                             | Tonalité        | Composition, Révisions                                       | Éditions | Durée                  |
| -------------------------------------------------------------- | ---------------------------------- | --------------- | ------------------------------------------------------------ | --- | ---------------------- |
| Symphonie en fa mineur                                         | « Symphonie d'études »             | fa mineur       | 1863                                                         | Nowak [1973] | 42 minutes             |
| Symphonie no 1                                                 |                                    | ut mineur       | 1865-1866 (version préliminaire), 1866/1868, 1877/1884, 1891 | 1865–66: Grandjean [1995] 1866 : Carragan [1998] 1868 : Thomas Röder [2014] 1877/1884 : Haas [1935], Nowak [1953] 1891 : Doblinger [1893], Brosche [1980]                                 | 48–50 minutes          |
| Symphonie en ré mineur                                         | « Die Nullte », « Symphonie no 0 » | ré mineur       | 1869                                                         | Wöß [1924], Nowak [1968] | 45 minutes             |
| Symphonie no 2                                                 |                                    | ut mineur       | 1872, 1873, 1876, 1877, 1892                                 | 1872 : Carragan [2005] 1873 : Carragan 1876 : Carragan 1877 : Haas [1938], Nowak [1965], Carragan [1997] 1892 : Doblinger [1892]                                                          | 51–62 minutes          |
| Symphonie no 3                                                 | « Wagnérienne »                    | ré mineur       | 1873, 1874, 1876, 1877–1878, 1889                            | 1873 : Nowak [1977] 1874 : Carragan 1876 : Nowak [1980], Carragan 1877–1878: Öser [1950], Nowak [1981] 1889 : Rättig [1890], Nowak [1959]                                                 | 59–65 minutes          |
| Symphonie no 4                                                 | « Romantique »                     | mi-bémol majeur | 1874, 1878, 1880, 1881, 1886, 1887, 1888                     | 1874 : Nowak [1975], Korstvedt [2021] 1878 : Haas [1936], Nowak [1981], Korstvedt [2022] 1881 : Haas [1936], Korstvedt [2019] 1886 : Nowak [1953] 1888 : Gutmann [1889], Korstvedt [2004] | 60–67 minutes          |
| Symphonie no 5                                                 |                                    | si-bémol majeur | 1876-1878                                                    | Doblinger [1896], Haas [1935], Nowak [1951] | 78 minutes             |
| Symphonie no 6                                                 |                                    | la majeur       | 1881                                                         | Doblinger [1899], Haas [1935], Nowak [1952] | 60 minutes             |
| Symphonie no 7                                                 |                                    | mi majeur       | 1883-1885                                                    | Gutmann [1885], Haas [1944], Nowak [1954] | 65 minutes             |
| Symphonie no 8                                                 |                                    | ut mineur       | 1887, 1888, 1890, 1892                                       | 1887 : Nowak [1972], Hawkshaw [2017] 1890 : Haas [1939], Nowak [1955] 1892 : Haslinger-Schlesinger-Lienau                                                                                 | 86–90 minutes          |
| Symphonie no 9                                                 | (inachevée)                        | ré mineur       | 1896                                                         | Doblinger [1903], Orel [1932], Nowak [1951], Cohrs [2000] Esquisses du Finale : Orel [1934], Phillips [1994-2002]                                                                         | 60 minutes ~18 minutes |
| Notes : 1. 2. 3. 4. 5. 6. 7. 8. 9. 10. 11. 12. 13. 14. 15. 16. |                                    |                 |                                                              | |                        |

Outre ces onze symphonies, il existe une esquisse d'un premier mouvement d'une symphonie en si bémol majeur, datant de 1869. Il en existe un enregistrement : Ricardo Luna, Bruckner unknown, CD Preiser Records PR 91250, 2013.
Quoiqu'en mode majeur elle préfigure en quelque sorte le début du premier mouvement de la future deuxième symphonie.

#### À la recherche des versions authentiques
Robert Haas a été le premier à publier des éditions critiques des symphonies 1 (version 1877), 2 (version 1877), 4 (version 1881 – alias 1878/1880), 5, 6, 7 et 8 (version 1890) au cours des années 1930.
En 1934 Alfred Orel publia la première édition critique de la 9e symphonie et des esquisses de son Finale.
En 1950 Fritz Oeser publia une première édition critique de la version 1877-1878 de la 3e symphonie.
À partir des années 1950 Leopold Nowak révisa et réédita les éditions de Haas, de Wöß, de Orel et de Oeser. Dans le cas des 2e et 8e symphonies, Haas avait édité une « version hybride », qui introduisait dans la seconde version des éléments de la première. Outre les versions 1876, 1877-1878 (avec coda du scherzo) et 1889 de la 3e symphonie, Nowak édita la première version, jusqu'alors « oubliée », des symphonies 3, 4 et 8. En 1980 Günter Brosche réédita la version 1891 de la première symphonie.
William Carragan s’employa également à restituer l'œuvre du musicien sous son aspect authentique. Il reconstitua ainsi et édita en 1998 la version originale de 1866 de la 1e symphonie. Il reconstitua aussi et édita en 2005 la première version de 1872 de la 2e symphonie, en reconstitua les versions intermédiaires de 1873 et de 1876, et révisa la version Nowak de 1877, dans laquelle il corrigea quelques erreurs résiduelles. Cette dernière révision, conforme au manuscrit original de Bruckner, est enregistrée par Daniel Barenboim avec la Philharmonie de Berlin. Plus récemment Carragan a reconstitué la variante 1874 de la 3e symphonie et la version 1878 de la 4e symphonie. La variante 1874 de la 3e symphonie a été enregistrée par Gerd Schaller. Carragan a ensuite reconstitué la version complète de 1876 de la 3e symphonie. La première de cette reconstitution a été exécutée par Richard Pittman avec l'Orchestre philharmonique de la Nouvelle Angleterre le 2 mars 2019 à Boston.
Quelques brucknériens convaincus, comme Eliahu Inbal, Georg Tintner et, plus récemment, Simone Young et Marcus Bosch, ont enregistré les premières versions peu connues des symphonies n° 1, 2, 3, 4 et 8. Lorsqu’on connaît ces premières versions, les versions ultérieures, en particulier celles des mouvements lents des 3e et 4e symphonies, fortement raccourcis, semblent en être des pâles imitations.
Benjamin-Gunnar Cohrs réalisa en 2000 une nouvelle édition de la 9e, dans laquelle il corrigea quelques erreurs trouvées dans celle de Nowak. La première de cette édition et celle des esquisses du Finale éditées par John Alan Phillips sont enregistrées par Nikolaus Harnoncourt.
Benjamin Korstvedt édita en 2004 la version de 1888 de la 4e symphonie sous sa forme authentique. Cette version a été enregistrée par Akira Naito.
En 2003 Gault et Kawasaki ont édité l'Adagio intermédiaire de 1888 de la 8e Symphonie et Carragan en a ensuite reconstitué les autres mouvements. Cette version a été enregistrée par Gerd Schaller. Paul Hawkshaw a réalisé une nouvelle édition de la version 1887 de la 8e Symphonie. La première de cette nouvelle édition par a été exécutée par Peter Oudjian avec l'Orchestre symphonique de Yale le 27 octobre 2017.
Des tentatives ont été également effectuées pour restaurer les concepts initiaux de 1876-1877 de la 5e symphonie,,.

#### Reconstruction du finale de la9esymphonie
À partir des esquisses qui ont été retrouvées du dernier mouvement de la 9e symphonie, Carragan a effectué une première tentative de reconstruction de ce mouvement en 1983, qu’il a revue et complétée en 2003, 2006 et 2010. Deux autres musicologues, Nicola Samale et Giuseppe Mazzuca, ont également effectué une tentative de reconstruction en 1984-1985, projet qu’ils ont ensuite abandonné. Ils se sont ensuite associés à John Alan Philips et Benjamin-Gunnar Cohrs, avec qui ils ont effectué une première tentative de reconstruction en 1992, qu’ils ont revue et complétée en 2005, 2008 et 2011. Quelques autres tentatives ont été effectuées, notamment par Ernst Märzendorfer (1969), Hein 's-Gravesande (1969), Marshall Fine (1979) et Nors S. Josephson (1992), ainsi que par Sébastien Letocart (2008) et Gerd Schaller (2016). On ne peut cependant jamais être assuré que les additions effectuées, en particulier en ce qui concerne la coda, dont seules quelques courtes esquisses ont été retrouvées, correspondent effectivement aux intentions du compositeur.

#### L'édition critique des symphonies
- Symphonie en fa mineur (1863) - Leopold Nowak (1973)
- Symphonie no 1 en ut mineur
  - Adagio (1865/1866, fragments) & Scherzo (1865) - Wolfgang Grandjean (1995)
  - Version de Linz originale (Urfassung, 1866) - William Carragan (1998).
    - Révision de 1868 - Thomas Röder. Incluse dans la nouvelle édition de la Kritische Gesamtausgabe.

  - Version de Linz révisée (1877) - Nowak (1953)
  - Version de Vienne (1890/1891) - Günter Brosche (1980)
- Symphonie en ré mineur (1869) - Nowak (1968)
- Symphonie no 2 en ut mineur
  - Première version (1872) - Carragan (2005)
  - Deuxième version (1877) - Carragan (1997)
- Symphonie no 3 en ré mineur
  - Première version (1873) - Nowak (1977)
    - Révision de 1874 - Carragan

  - Deuxième version (1876-1878)
    - Version 1876
Adagio 1876 - Nowak (1980)
Autres mouvements reconstitués par Carragan (2019)
    - Version 1877-1878 - Nowak (1981)

  - Troisième version (1889) - Nowak (1959)
- Symphonie no 4 en mi bémol majeur
  - Première version (1874) - Nowak (1975)
  - Deuxième version (aka 1878/1880)
    - Version 1878
Volksfest Finale - Nowak (1981)
Autres mouvements reconstitués par Carragan
    - Version 1881 - Benjamin Korstvedt (2019). Incluse dans la nouvelle édition de la Kritische Gesamtausgabe.
    - Version 1886 - Nowak (1953)

  - Troisième version (1888) - Korstvedt (2004)
- Symphonie no 5 en si bémol majeur (1878) - Nowak (1951)
- Symphonie no 6 en la majeur (1881) - Nowak (1952)
- Symphonie no 7 en mi majeur (1883) - Nowak (1954)
- Symphonie no 8 en do mineur
  - Première version (1887) - Nowak (1972), Hawkshaw
  - Adagio intermédiaire (1888) - Dermot Gault & Takanobu Kawasaki (2003)
  - Deuxième version (1890) - Nowak (1955)
- Symphonie no 9 en ré mineur
  - Premier mouvement - Scherzo & Trio - Adagio (1894) - Cohrs (2000)
  - Fragments du Finale  (1895/1896) - John A. Phillips (1994–2002)
  - Deux trios posthumes pour le Scherzo avec violon alto solo - Cohrs (1998)
    - Trio no 1 en fa majeur (1889)
    - Trio no 2 en fa dièse majeur (1893)

### Autres œuvres orchestrales
- Quatre pièces pour orchestre
  - Marche en ré mineur, WAB 96 (1862)
  - Trois petites pièces en mi bémol majeur, mi mineur et fa majeur, WAB 97 (1862)
- Ouverture en sol mineur, WAB 98 (1862, révision en 1863)
- Symphonisches Präludium en ut mineur (1875-1876). Cette œuvre, souvent attribuée à Gustav Mahler ou à l'élève de Bruckner Rudolf Krzyzanowski, est selon Cohrs de la plume de Bruckner. Bruckner l'avait peut-être donnée sous forme d'ébauche à son élève Krzyzanowski comme exercice d'instrumentation[25].

### Autres œuvres instrumentales
- Deux Aequali en ut mineur pour trois trombones, WAB 114 & 149 (1847)
- Marche militaire en mi bémol majeur, WAB 116 (1865)

L’Apollo-Marsch en mi bémol majeur, WAB 115 (1857), qui a été originellement attribuée à Bruckner, est en réalité la Mazzuchelli-Marsch de Béla Kéler, un autre élève de Sechter. Cette composition a servi comme modèle d'orchestration pour la Marche militaire de 1865.

### Musique de chambre
- Six scherzos pour quatuor à cordes, WAB 208 (1862)
- Quatuor à cordes en ut mineur, WAB 111 (1862)
- Rondo en ut mineur, WAB 207 (1862) – rondo additionnel pour le quatuor à cordes
- Abendklänge en mi mineur, courte pièce de caractère pour violon et piano, WAB 110 (1866)
- Quintette à deux altos en fa majeur, WAB 112 (1879)
- Intermezzo en ré mineur, WAB 113 (1879) – alternative pour le Scherzo du quintette

### Musique religieuse
Une cinquantaine de compositions, dont
- Sept messes :
  - Windhaager Messe en ut majeur pour soliste alto, deux cors et orgue, WAB 25 (1842)
  - Kronstorfer Messe, messe chorale pour le carême en ré mineur pour chœur a cappella, WAB 146 (1843–1844)
  - Messe für den Gründonnerstag, messe chorale pour le Jeudi saint, en fa majeur pour chœur a cappella, WAB 9 (1844–1845)
  - Missa solemnis en si bémol mineur pour chœur, solistes, orchestre et orgue, WAB 29 (1854)
  - Messe no 1 en ré mineur pour chœur, solistes et orchestre, et orgue ad libitum, WAB 26 (1864)
  - Messe no 2 en mi mineur pour chœur et instruments à vent, WAB 27 (1866/1882)
  - Messe no 3 en fa mineur pour chœur, solistes et orchestre, et orgue ad libitum, WAB 28 (1868)
- Deux requiems :
  - Requiem pour chœur d'hommes et orgue, WAB 133 (1845) – la partition est perdue
  - Requiem en ré mineur pour chœur, solistes, orchestre et orgue, WAB 39 (1849)
- Cinq psaumes :
  - Psaume 22 en mi bémol majeur pour chœur, solistes et piano, WAB 34 (vers 1852)
  - Psaume 114 en sol majeur pour chœur et trois trombones, WAB 36 (1852)
  - Psaume 146 en la majeur pour double chœur, solistes et grand orchestre, WAB 37 (vers 1856)
  - Psaume 112 en si bémol majeur pour double chœur et grand orchestre, WAB 35 (1863)
  - Psaume 150 en ut majeur pour chœur, soliste soprano et grand orchestre, WAB 38 (1892)
- Magnificat en si bémol majeur pour chœur, solistes, orchestre et orgue, WAB 24 (1852)
- Cantate festive Preiset den Herrn en ré majeur pour chœur d'hommes, solistes, instruments à vent et timbales, WAB 16 (1862)
- Te Deum en do majeur pour chœur, solistes et grand orchestre et orgue ad libitum, WAB 45 (1881/1884)
- Une quarantaine de motets[27], notamment :
  - Deux Libera me :
    - Libera me I en fa majeur pour chœur mixte et orgue, WAB 21 (vers 1843) - rarement exécuté
    - Libera me II en fa mineur pour chœur mixte à cinq voix, trombones et basse continue, WAB 22 (1854)Partition autographe du Pange lingua, WAB 31 (révision de 1891)

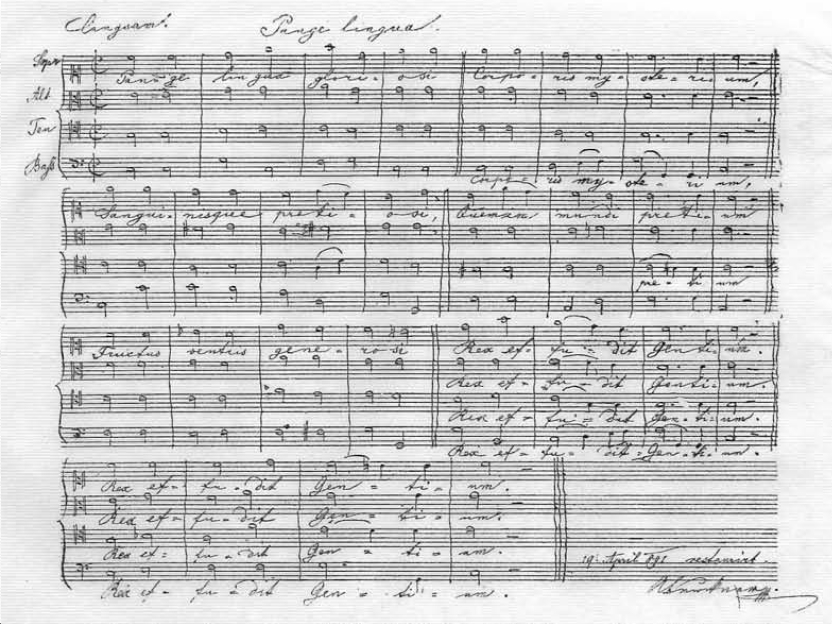
Partition autographe du Pange lingua, WAB 31 (révision de 1891)

  - Deux Pange lingua et huit Tantum ergo :
    - Pange lingua en ut majeur pour chœur a cappella, WAB 31 (1835/1836 ; révisé en 1891)
    - Tantum ergo en ré majeur pour chœur a cappella, WAB 32 (1845)
    - Tantum ergo en la majeur pour chœur et orgue, WAB 43 (1845/1846)
    - Quatre Tantum ergo en si bémol majeur, la bémol majeur, mi bémol majeur et ut majeur, pour chœur et orgue ad libitum, WAB 41 (1846 ; révisés en 1888)
    - Tantum ergo en ré majeur pour chœur et orgue, WAB 42 (1846 ; révisé en 1888)
    - Tantum ergo en si bémol majeur pour 2 trompettes, 2 violons et orgue, WAB 44 (vers 1854)
    - Pange lingua et Tantum ergo en mode phrygien pour chœur a cappella, WAB 33 (1868)

  - Trois Ave Maria :
    - Ave Maria I en fa majeur pour soprano, contralto, chœur mixte, orgue et violoncelle, WAB 5 (1856)
    - Ave Maria II en fa majeur pour chœur mixte à sept voix, WAB 6 (1861) - le plus souvent exécuté
    - Ave Maria III en fa majeur pour contralto et orgue ou harmonium, WAB 7 (1882)Page 1 de la partition autographe de l’Afferentur regi (1861)Page 2 de la partition autographe de l’Afferentur regi (1861).

  - Quelques offertoires, dont

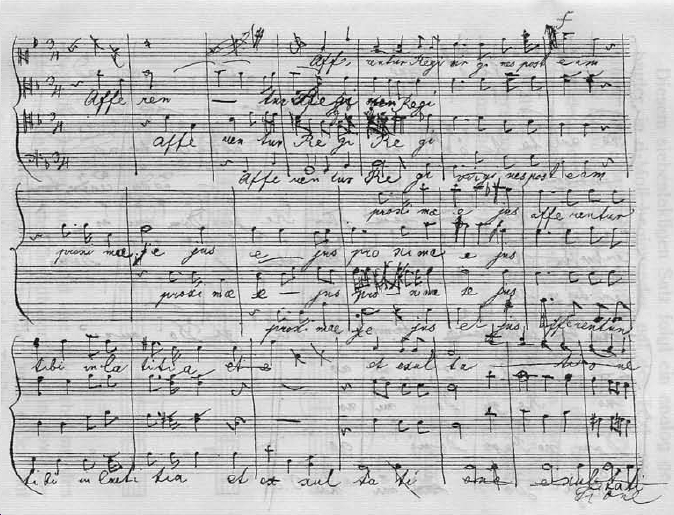
Page 1 de la partition autographe de l’Afferentur regi (1861)

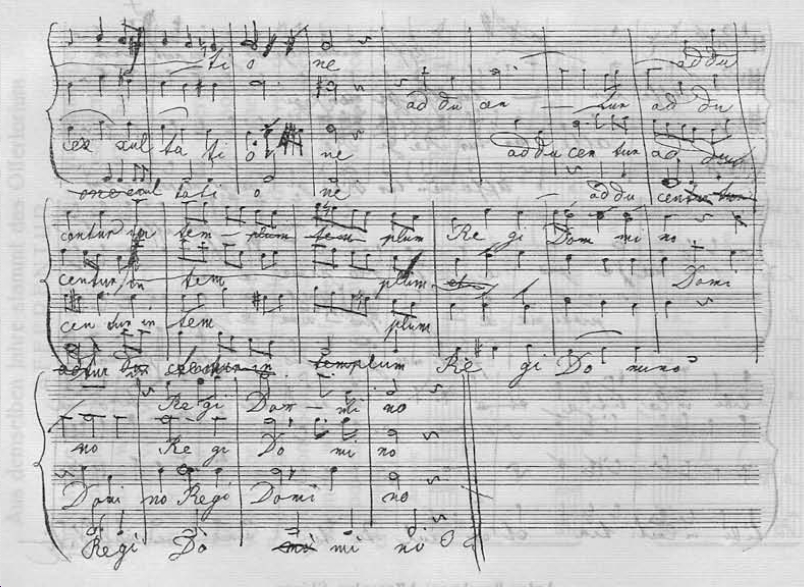
Page 2 de la partition autographe de l’Afferentur regi (1861).

    - Afferentur regi en fa majeur pour chœur mixte et trombones ad libitum, WAB 1 (1861)
    - Inveni David en fa mineur pour chœur d'hommes et 4 trombones, WAB 19 (1868)

  - Quelques chorals, dont
    - Dir, Herr, dir will ich mich ergeben, en la  majeur pour chœur a cappella, WAB 12 (1845/1846)
    - In jener letzten der Nächte, choral pour le Jeudi saint en fa mineur, WAB 17 (vers 1848)
    - Iam lucis orto sidere, WAB 18 (1868 ; révisé en 1886)

  - Divers graduels :
    - Locus iste pour chœur mixte, WAB 23 (1869)
    - Os justi en mode lydien pour chœur mixte à huit voix, WAB 30 (1879)
    - Christus factus est I pour chœur mixte, première partie de la Messe für den Gründonnerstag WAB 9 (1844)
    - Christus factus est II pour chœur mixte à huit voix, trois trombones, et instruments à cordes ad libitum, WAB 10 (1873)
    - Christus factus est III pour chœur mixte, WAB 11 (1884) - le plus souvent exécuté

  - Tota pulchra es, antienne en mode phrygien pour soliste ténor, chœur et orgue, WAB 46 (1878)
  - Ecce sacerdos magnus, répons en la mineur pour chœur, 3 trombones et orgue, WAB 13 (1885)
  - Virga Jesse en mi mineur pour chœur a cappella, WAB 52 (1885)
  - Vexilla regis, motet pour le Vendredi saint en mode phrygien pour chœur a cappella, WAB 51 (1892)

La liste de ces quelque quarante motets et leur discographie peuvent être consultées sur le site de Hans Roelofs.

### Musique vocale profane
Une soixantaine de compositions,, dont une dizaine de lieder datant de la période d'étude auprès de Kitzler figurent dans le Kitzler-Studienbuch ; notamment les cantates :
- Musikalischer Versuch nach der Kammer-Styl, aussi appelée Vergißmeinnicht en ré majeur, pour chœur, solistes et piano, WAB 93 (1845)
- Entsagen en si bémol majeur pour chœur mixte, soliste et clavier, WAB 14 (vers 1851)
- Heil Vater! Dir zum hohen Feste, en ré majeur, pour chœur et instruments à vent, WAB 61 (1852) - cantate pour la fête du nom du prélat Michael Arneth, dont il existe deux autres versions : Auf, Brüder! auf zur frohen Feier (1857) et Heil dir zum schönen Erstlingsfeste (1870)
- Auf Brüder! auf und die Saiten zur Hand en ré majeur, pour chœur, solistes et instruments à vent, WAB 60 (1855) - cantate pour la fête du nom du prélat Friedrich Mayer
- St. Jodok, Sproß aus edlem Stamme en do majeur pour chœur, solistes et piano, WAB 15 (1855) - cantate pour la fête du nom du Doyen Jodok Stülz
- Germanenzug en ré mineur, pour chœur d'hommes, solistes et instruments à vent, WAB 70 (1865) - cantate patriotique composée pour la Oberösterreichisch-Salzburgisches Sängerbundesfest
- Helgoland en sol mineur pour chœur d'hommes et grand orchestre, WAB 71 (1893) - cantate patriotique pour le cinquantième anniversaire du Chœur d'hommes de Vienne

La liste complète de ces compositions et leur discographie peuvent être consultées sur le site de Hans Roelofs.

### Pièces pour orgue et pour piano

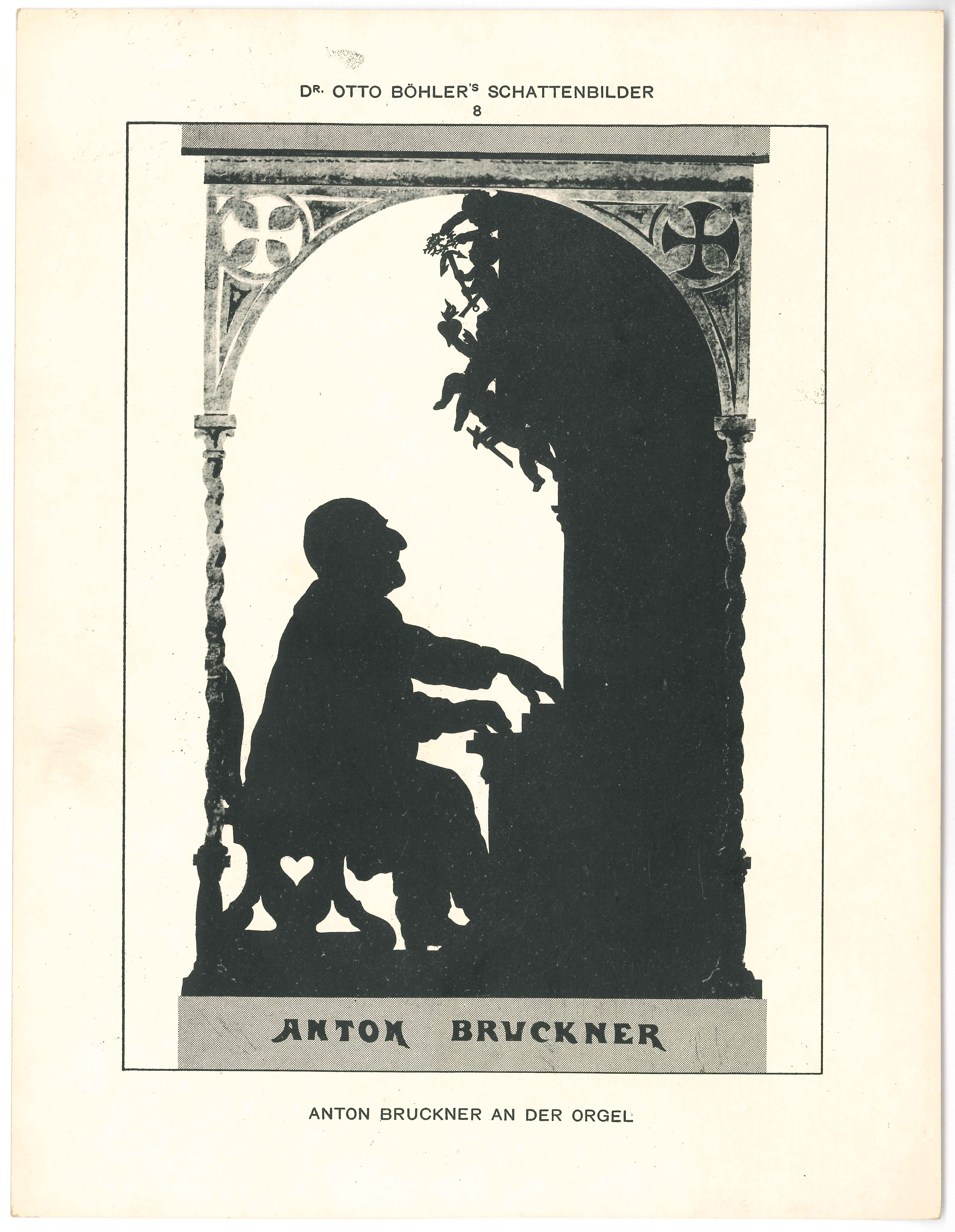
Silhouette de Bruckner, par Otto Böhler

Alors que l'instrument de prédilection de Bruckner était l'orgue, il n'a que peu composé pour cet instrument. Certaines de ces compositions, à savoir les préludes classés WAB 127 et WAB 128 et quelques autres pièces initialement non classées, ne sont vraisemblablement pas de la plume de Bruckner.
Pour le piano ont subsisté quelques pièces d'études, principalement pour ses élèves. Une dizaine d'autres pièces datant de la période d'étude auprès de Kitzler figurent dans le Kitzler-Studienbuch.

## Discographie
« Pour l'homme normal, le temps c'est ce qui vient après le début ; le temps de Bruckner, c'est ce qui vient après la Fin. [...] Je suis heureux de pouvoir encore aujourd'hui lire les lignes qu'il nous a laissées. »

— Sergiu Celibidache

« Bruckner ne travaillait pas pour le présent ; dans sa créativité artistique, il ne pensait qu'à l'éternité et il œuvrait pour l'éternité. »

— Wilhelm Furtwängler
Il est loin le temps où Paul-Gilbert Langevin, dans sa biographie de Bruckner, parlait d'un « petit noyau de fervents » qui aimaient « se réunir autour de quelque précieuse gravure obtenue à grand-peine d'Allemagne ou des États-Unis ! » Dans les années 1950 encore, la longueur des symphonies, leur difficulté technique, leur langage mal compris constituaient autant d'obstacles à leur diffusion.
La grande majorité des œuvres de Bruckner est aujourd'hui disponible. Font exception les compositions vocales profanes, dont seules quelques-unes sont actuellement enregistrées. Une discographie est régulièrement mise à jour par John F. Berky pour les compositions orchestrales, et par Hans Roelofs pour les autres compositions.

### Les symphonies

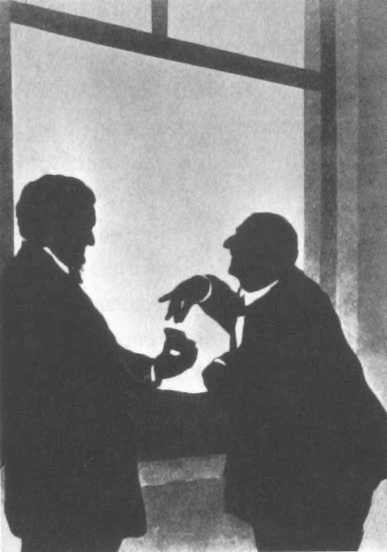
Silhouettes en ombres chinoises de Wagner et de Bruckner, par Otto Böhler.

Wilhelm Furtwängler effectua en 1906 ses débuts avec la 9e symphonie, et fut un fidèle de Bruckner durant toute sa carrière. Otto Klemperer effectua un des tout premiers enregistrements de Bruckner, à savoir l’adagio de la 8e Symphonie en 1924. Bruno Walter, qui fut en quelque sorte l’ambassadeur de Bruckner aux États-Unis, réalisa à la fin de sa carrière de célèbres enregistrements des symphonies 4, 7 et 9. Walter a par ailleurs rédigé un essai « Bruckner and Mahler ». Les mêmes symphonies ont été enregistrées par Oswald Kabasta à Munich en 1942 et 1943. Le pionnier, Volkmar Andreae, a au début des années 1950 enregistré avec l'Orchestre symphonique de Vienne un cycle complet des symphonies numérotées basé essentiellement sur l’édition de Haas ; Un autre pionnier : Carl Schuricht a dirigé dès les années 1930 et pendant toute sa carrière les symphonies de Bruckner. Ses enregistrements sont nombreux, mais il faut surtout retenir ceux des années 1960 avec le Philharmonique de Vienne : 3e, 8e et 9e (EMI), 5e (DG). Eugen Jochum a enregistré plusieurs fois certaines symphonies de Bruckner : ses intégrales des symphonies numérotées, réalisées au cours des années 1960 avec l'Orchestre philharmonique de Berlin et l'Orchestre de la Radio bavaroise (DG), puis dans les années 1970 avec la Staatskapelle de Dresde (EMI), sont en revanche basées avant tout sur l’édition Nowak.
À la fin des années 1980 Eliahu Inbal a réalisé un cycle complet des onze symphonies avec l'Orchestre symphonique de la Radio de Francfort : ce cycle comprend notamment les premiers enregistrements de la première version des symphonies 3 et 8, ainsi que de l'achèvement du finale de la 9e par Nicola Samale et Giuseppe Mazzuca.
Au cours des années 1980 Guennadi Rojdestvenski a également enregistré avec l'orchestre symphonique du ministère de la Culture de l'URSS une intégrale des onze symphonies. Cette intégrale inclut les deux versions de la Symphonie n° 1, les trois versions de la Symphonie n° 3, ainsi que l'Adagio de 1876, les deux versions de la Symphonie no 4, ainsi que le « Volksfest Finale » de 1878 et la réorchestration par Mahler et l'achèvement du finale de la 9e par Samale et Mazzuca. Nonobstant le fait que la version 1887 de la Symphonie no 8, qui aurait été enregistrée en février 1988, n'a pas été commercialisée, le cycle de Rojdestvenski reste le plus complet actuellement disponible des symphonies de Bruckner.
À la fin des années 1990 Georg Tintner a enregistré un cycle complet des symphonies sous le label Naxos, qui comprend notamment le premier enregistrement de la version initiale de 1866 de la première symphonie.
Herbert von Karajan a également enregistré plusieurs fois certaines symphonies de Bruckner. Il a également enregistré une intégrale homogène avec l'Orchestre philharmonique de Berlin (DG). Günter Wand a, en plus d’enregistrements audio (intégrale avec l'Orchestre de la Radio de Cologne), réalisé aussi des enregistrements vidéo de ses concerts. Bernard Haitink a enregistré les symphonies numérotées avec l’Orchestre royal du Concertgebouw, et a réenregistré plusieurs d’entre elles avec l’Orchestre philharmonique de Vienne et l’Orchestre symphonique de Chicago.
Daniel Barenboim a enregistré deux cycles complets des symphonies, l’un avec l’Orchestre symphonique de Chicago, l’autre avec la Philharmonie de Berlin. Sir Georg Solti a également enregistré un cycle complet des symphonies avec l’Orchestre symphonique de Chicago. Stanislaw Skrowaczewski a enregistré un cycle complet des symphonies avec l’Orchestre symphonique de la Radio de la Sarre. Takashi Asahina a également enregistré plusieurs fois l’ensemble des symphonies, notamment avec la Philharmonie d’Osaka et l’Orchestre symphonique de Tokyo.
Quoique le chef roumain Sergiu Celibidache n’ait pas fait d’enregistrements à titre commercial durant sa vie, des enregistrements de ses concerts ont été édités après son décès. Ses exécutions étaient de longue haleine, notamment pour la 8e symphonie, dont l’enregistrement dure plus de 100 minutes ! Lovro von Matačić a fréquemment dirigé Bruckner tout au long de sa carrière mais n'a cependant pas enregistré d'intégrale. Le chef roumain Cristian Mandeal a enregistré un cycle complet des symphonies numérotées, avec la philharmonie de Cluj-Napoca, enregistrements réédités sur CD. Giuseppe Sinopoli avait initié l’enregistrement d’un cycle complet des symphonies peu avant son décès.
Claudio Abbado, Riccardo Chailly, Carlo Maria Giulini, Nikolaus Harnoncourt, Philippe Herreweghe, Mariss Jansons, Christian Thielemann, Christoph von Dohnányi, Simone Young et Benjamin Zander ont enregistré également plusieurs symphonies de Bruckner. Rémy Ballot a interprété les 3e, 4e, 8e et 9e symphonies lors des Brucknertage à St Florian,.
Hans Knappertsbusch est un cas particulier dans le sens où il a continué à exécuter les premières éditions des symphonies, même après que les éditions critiques eurent été publiées. Plus récemment, Leon Botstein a enregistré les premières éditions de Ferdinand Löwe de la 4e symphonie et de Franz Schalk de la 5e symphonie, et Ira Levin la première édition de Cyrill Hynais de la 6e symphonie.

### Les autres œuvres orchestrales
Il existe une dizaine d'enregistrements des trois petites pièces pour orchestre et de la Marche en ré mineur de 1862, ainsi qu'une vingtaine d'enregistrements de l'Ouverture en sol mineur de 1862-1863. Ces enregistrements sont généralement couplés à celui d’une des symphonies. Plusieurs de ces enregistrements, dont le seul existant de la version originale de 1862 de l’Ouverture en sol mineur, peuvent être téléchargés du site de John Berky.
L'enregistrement du Prélude symphonique par Neeme Järvi (1992), qui attribue l'œuvre à Mahler, utilise l'orchestration « mahlérisée » par Gürsching d'une transcription pour piano de Krzyzanowski. L'enregistrement récent (2013) par Michelle Perrin Blair est cependant basé sur l'édition critique avec l'orchestration originale (Doblinger, 2002),.

### Les autres œuvres instrumentales
La Marche militaire de 1865, rarement enregistrée, peut être téléchargée du site de John Berky.
Les enregistrements des deux Aequali pour trombones de 1847, sont en revanche nombreux. Citons notamment ceux de Matthew Best (1985), de Philippe Herreweghe (1989), de Simon Halsey (1990) et de Hans-Christoph Rademann (2000).

### Musique de chambre
Le Quintette à cordes de 1879 a été enregistré une soixantaine de fois. Hans Roelofs retient surtout les enregistrements du Koeckert Quartett (1952), de l’Amadeus Quartett (1964), du Melos Quartett (1992), de L'Archibudelli (1994) et du Fine Arts Quartet (2007). Ces derniers ont par ailleurs également enregistré l’Intermezzo destiné à remplacer le Scherzo jugé injouable par les premiers exécutants.
Le Quatuor à cordes de 1862 a été également enregistré par le Koeckert Quartett (1974), L'Archibudelli (1994) et le Fine Arts Quartet (2007), ces derniers ayant par ailleurs aussi enregistré le Rondo de remplacement que Kitzler avait demandé à Bruckner de composer.
Il n'existe actuellement que deux enregistrements commerciaux de l'Abendklänge pour violon et piano de 1866.

### Musique religieuse
Parmi les œuvres religieuses de la période mature, il existe une centaine d’enregistrements de la Messe n° 2 de 1866 et du Te Deum de 1881, ainsi qu’une cinquantaine d’enregistrements de la Messe n° 3 de 1868. La Messe n° 1 de 1864, ainsi que le Psaume 112 de 1863 et le Psaume 150 de 1892, ont été moins souvent enregistrés (une dizaine d’enregistrements). Hans Roelofs retient surtout les enregistrements d’Eugen Jochum avec le chœur et l’orchestre symphonique de la radio bavaroise et ceux de Matthew Best avec les Corydon Singers. La Cantate festive de 1862 n'a été que très peu enregistrée.
Quelques-uns des quelque quarante motets (entre autres l’Ave Maria de 1861, le Locus iste, l’Os justi et le Christus factus est de 1884) ont été également fréquemment enregistrés.
Parmi les œuvres religieuses de la période de St Florian, il existe une vingtaine d’enregistrements du Requiem de 1849, dont Hans Roelofs retient surtout celui de Hans-Hubert Schönzeler avec l'Alexandra Choir et l'orchestre philharmonique de Londres (1970), celui, récemment édité, de Jürgen Jürgens avec le Monteverdi Chor de Hambourg et l'orchestre de chambre d'Israël (1984), celui de Matthew Best avec les Corydon Singers (1987) et, parmi les enregistrements plus récents, celui de Guy Janssens avec le Laudantes Consort (2006).
Les autres œuvres de la période de St Florian, la Windhaager Messe de 1842, la Gründonnerstagsmesse de 1844, le Magnificat et les Psaumes 22 et 114 de 1852, le Libera me et la Missa solemnis de 1854, et le Psaume 146 de 1856, n’ont été que très peu enregistrées. Il n'y a aucun enregistrement commercial actuellement disponible de la Kronstorfer Messe de 1844.

### Musique vocale profane
La musique vocale profane de Bruckner est la partie la plus délaissée de son œuvre.
Il n'existe encore aucun enregistrement des cantates Vergißmeinnicht de 1845, Entsagen de 1851 et Heil, Vater! Dir zum hohen Feste de 1852. Il n'existe qu'un enregistrement des cantates St. Jodok, Sproß aus edlem Stamme et Auf Brüder! auf und die Saiten zur Hand de 1855 par Thomas Kerbl, deux enregistrements de Germanenzug de 1865 par Robert Shewan et Attila Nagy, et quatre enregistrements de la cantate Helgoland de 1893, dont deux par le même Daniel Barenboim.
Il existe par ailleurs quelques enregistrements d'une trentaine des autres œuvres vocales profanes. Ces enregistrements ont été réalisés principalement par Guido Mancusi et Thomas Kerbl au cours des Linzer Brucknerfeste de 2008, 2011 et 2012.

### Pièces pour orgue et pour piano
Il existe un petit nombre d’enregistrement des œuvres pour orgue, notamment par Franz Haselböck, Erwin Horn, Augustinus Franz Kropfreiter et Gerd Schaller. Une version numérisée de l'enregistrement de Kropfreiter peut être téléchargée du site de John Berky.
Il existe également un petit nombre d’enregistrement des œuvres pour piano, notamment par Wolfgang Brunner, Fumiko Shiraga et Ana-Marija Markovina (en). Fait exception la pièce de 1868 intitulée Erinnerung qui a été enregistrée une dizaine de fois, et dont plusieurs enregistrements sont disponibles sur YouTube.

## Hommages
L'astéroïde (3955) Bruckner est nommé en son honneur.

### Articles
- Paul Hawkshaw et Timothy Jackson, « Bruckner, (Joseph) Anton », dans Stanley Sadie (éd.), The New Grove Dictionary of Music and Musicians, Londres, Macmillan, seconde édition, 29 vols. 2001, 25 000 p. (ISBN 9780195170672, lire en ligne)
- Florian Hollard, « Bruckner (Anton) 1824–1896 », dans Encyclopædia Universalis, t. 3 : Corpus, Paris, 1985 (ISBN 2-85229-282-3, OCLC 12835581, lire en ligne), p. 1040–1041.

## Liens contextuels
- Liste des compositions d'Anton Bruckner
- Bruckner Gesamtausgabe: l'édition des œuvres de Bruckner
- Société internationale Bruckner
- Société française Anton Bruckner
- Kitzler-Studienbuch

### Bases de données et dictionnaires
- Ressources relatives à la musique :   - International Music Score Library Project
  - AllMusic
  - Bayerisches Musiker-Lexikon Online
  - Carnegie Hall
  - Discography of American Historical Recordings
  - Discogs
  - Grove Music Online
  - Last.fm
  - MusicBrainz
  - Musopen
  - Muziekweb
  - Répertoire international des sources musicales
  - Songkick
- Ressources relatives au spectacle :   - Archives suisses des arts de la scène
  - Les Archives du spectacle
  - Kunstenpunt
- Ressources relatives à l'audiovisuel :   - AllMovie
  - Filmportal
  - IMDb
- Ressource relative à la santé :   - Bibliothèque interuniversitaire de santé
- Ressource relative à plusieurs domaines :   - Radio France
- Ressource relative à la recherche :   - Isidore
- Notices dans des dictionnaires ou encyclopédies généralistes :   - Britannica
  - Brockhaus
  - Den Store Danske Encyklopædi
  - Deutsche Biographie
  - E-archiv.li
  - Enciclopedia italiana
  - Enciclopedia De Agostini
  - Gran Enciclopèdia Catalana
  - Hrvatska Enciklopedija
  - Internetowa encyklopedia PWN
  - Nationalencyklopedin
  - Österreichisches Biographisches Lexikon 1815–1950
  - Proleksis enciklopedija
  - Store norske leksikon
  - Treccani
  - Universalis
  - Visuotinė lietuvių enciklopedija
- Notices d'autorité :   - VIAF
  - ISNI
  - BnF (données)
  - IdRef
  - LCCN
  - GND
  - Italie
  - Japon
  - CiNii
  - Espagne
  - Belgique
  - Pays-Bas
  - Pologne
  - Israël
  - NUKAT
  - Catalogne
  - Suède
  - Vatican
  - WorldCat